# Luca Rastello

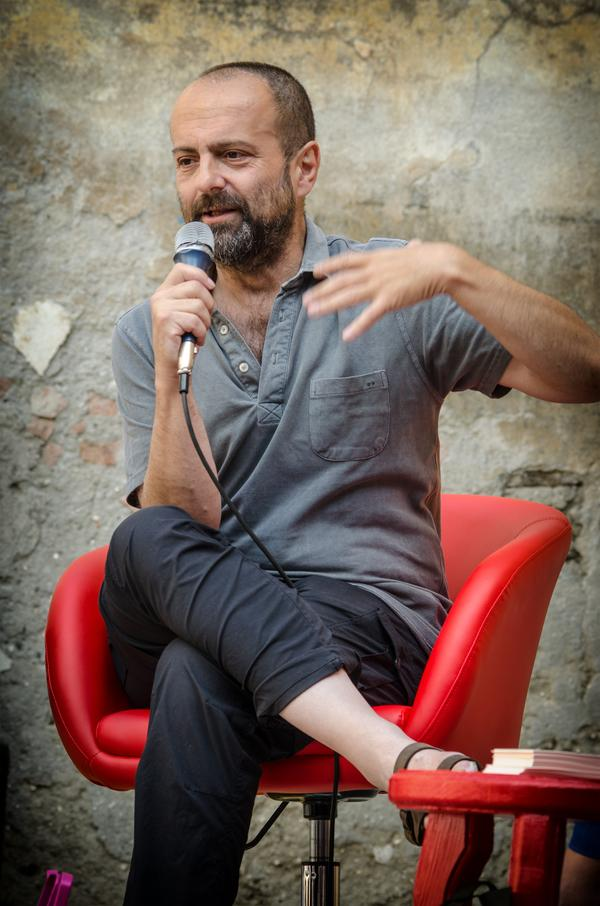
Luca Rastello presenta il suo libro I Buoni.

Luca Giovanni Maria Rastello (Torino, 9 luglio 1961 – Torino, 6 luglio 2015) è stato uno scrittore e giornalista italiano.

## Biografia
Laureato in filosofia, ha diretto alcune riviste tra le quali L'Indice dei libri del mese, è stato inviato di Diario, direttore di Narcomafie poi collaboratore de La Repubblica. Negli anni Novanta è stato attivo nell'ambito della cooperazione internazionale. Da quell'esperienza è nato il suo primo libro La guerra in casa (Einaudi, 1998), testo che tratta della guerra in ex-Jugoslavia e dei profughi giunti in Italia nei primi anni Novanta.
Piove all'insù (Bollati Boringhieri editore) è il suo primo romanzo, uscito nel 2006. Seguono altri réportage, Io sono il mercato (Chiarelettere), sul narcotraffico, e La frontiera addosso, Così si deportano i diritti umani (Laterza, 2010), sui diritti dei rifugiati. Gli ultimi lavori sono Binario morto (Chiarelettere, 2012), un réportage sul corridoio ad alta velocità tra Lisbona e Kiev, e il suo secondo romanzo, I buoni (Chiarelettere, 2014). A luglio 2018, Chiarelettere ha pubblicato una raccolta di testi e discorsi inediti di Luca Rastello con il titolo di Dopodomani non ci sarà. Sull’esperienza delle cose ultime.
È morto di cancro tre giorni prima del suo cinquantaquattresimo compleanno.

## Opere
- La guerra in casa, Einaudi, 1998
- Piove all'insù, Bollati Boringhieri, 2006
- Io sono il mercato: Come trasportare cocaina a tonnellate e vivere felici, Chiarelettere, 2009
- Undici buone ragioni per una pausa, Bollati Boringhieri, 2009
- La frontiera addosso: Così si deportano i diritti umani, Laterza, 2010
- Dizionario per un lavoro da matti (con Michele D'Ignazio e Silvia Murdocca), L'ancora del Mediterraneo, 2010
- Democrazia: cosa può fare uno scrittore? (con Antonio Pascale), Codice Edizioni, 2011
- Binario morto, (con Andrea De Benedetti), Chiarelettere, 2013
- I buoni, Chiarelettere, 2014

Postume
- Dopodomani non ci sarà. Sull’esperienza delle cose ultime, Chiarelettere, 2018
- Uno sguardo tagliente. Articoli e Reportage 1986-2015, Chiarelettere 2021